# Буйносов-Ростовский, Иван Иванович Меньшой
Иван Иванович Буйносов-Ростовский по прозванию Меньшой — князь, голова и воевода на службе у русского царя Ивана IV Грозного, представитель рода князей Буйносовых-Ростовских, младший из четырёх сыновей Ивана Александровича Буйноса Хохолкова-Ростовского. Имел братьев, боярина Дмитрия, Василия и Ивана Большого.

## Биография
В августе 1538 года был головой в Большом полку в Коломне, под командованием главного воеводы И. Ф. Бельского. В июне 1539 года снова голова в большом полку под Коломной. В октябре 1551 года записан тридцать четвёртым в первую статью московских детей боярских. В 1555 году, по какому то местническому делу, князь И. И. Буйносов был выдан головою И. И. Слезневу-Елецкому: «а выдавка головная по царскому уложению за 12 мест», однако сам Н. П. Лихачёв, приведший эту запись, счёл её сомнительной. В 1556 году по возвращении воевод из шведского похода, назначен вторым воеводой в Корелу. В 1558 году третий воевода в Ракоборе. В 1562 году служил первым воеводой в Опочке. В 1571 году оставлен годовать первым воеводой в Свияжске. В 1575 году второй воевода в Ругодиве.

## Семья
От брака с неизвестной имел детей:
- Князь Буйносов-Ростовский Фёдор Иванович — боярин, отъехал в Великое княжество литовское.
- Князь Буйносов-Ростовский Семён Иванович — бездетный, известен по родословным.
- Князь Буйносов-Ростовский Григорий Иванович — известен по родословным.
- Князь Буйносов-Ростовский Василий Иванович Белоголовый — боярин.
- Князь Буйносов-Ростовский Пётр Иванович — боярин, умер в 1607 году.

## Критика
П. Н. Петров в «Истории родов русского дворянства» упоминает князя Ивана Ивановича Меньшого, как подписавшего грамоту на избрание в цари Михаила Фёдоровича, что очень сомнительно, ведь ему на этот год было бы более 90 лет. В этом же источнике, П. Н. Петров показывает Ивана Ивановича Меньшого и его сына Петра Ивановича — братьями, что не соответствует действительности.